# Tomáš Reichel
Tomáš Reichel (* 20. září 1971, Boskovice) je český nakladatel a ředitel brněnského nakladatelství Host. V současné době žije v osadě Perná u Lysic, kde navrací k životu historickou rodinnou usedlost s mlýnem, rybníkem a mokřady.

## Život
Vystudoval gymnázium v Blansku (1986–1990), po maturitě studoval bohemistiku a historii na Filozofické fakultě Masarykovy univerzity.
Během studií se na fakultě setkal s Miroslavem Balaštíkem, s nímž se podílel na přípravě literární revue Host v její první, polistopadové fázi (za vedení vydavatele Dušana Skály a kritika Igora Fice). Po odchodu zakladatelské generace v roce 1995 tato dvojice vybudovala ze sborníku zavedené literární periodikum a své aktivity brzy rozšířila o vydávání knih. (Traduje se, že značku Host získali od D. Skály za láhev whisky.) Zpočátku vycházely především sbírky poezie generačně spřízněných a spirituálně orientovaných autorů: T. Reichela, P. Čichoně, P. Petra nebo M. Stöhra, který se záhy stal také redaktorem časopisu a později i společníkem nakladatelství Host.
V prvních letech měl Tomáš Reichel na starosti mimo jiné organizační a technické zabezpečení firmy, sazbu většiny tehdejší produkce a distribuci. V této době vycházely především literárněvědné publikace, poezie a česká beletrie. Ve snaze o soběstačnost nakladatelství se Tomáš Reichel zaměřil na zahraniční literární produkci. Jeho objevem byla v roce 2009 série Milénium od švédského autora Stiega Larssona, která odstartovala vlnu zájmu o severskou krimi v České republice. Záběr nakladatelství se záhy rozšířil i o knihy pro děti a mládež, sci-fi a fantasy a populárně-naučnou literaturu.
V současnosti se Tomáš Reichel věnuje především řízení každodenního chodu firmy, je také aktivním členem SČKN.

## Dílo
- REICHEL, Tomáš. Ztracený ráj. Brno: Host, 1999. 64 s. ISBN 80-86055-76-0
- REICHEL, Tomáš. Před branou popela. Brno: Host, 1996. 64 s. ISBN 80-902127-1-9